# Alpha Ibrahim Bah
Alpha Ibrahim Bah (Guekedou, 1 januari 1990) is als aanvaller spelende voetballer die afkomstig is uit Guinee. Voordat hij bij FC Eindhoven terechtkwam speelde hij in de jeugd bij VV Scharn en in de hoofdmacht van MVV.
Op 8 juli 2011 tekende hij op amateurbasis een contract bij FC Eindhoven.
Op 12 oktober 2011 werd bekend dat Bah per direct vertrekt bij FC Eindhoven. Hij kwam tot vier wedstrijden in de hoofdmacht van FC Eindhoven.
Bah maakte zijn debuut in het betaalde voetbal op 8 augustus 2008 tegen FC Zwolle.

## Statistieken
| Seizoen        | Club         | Land      | Competitie     | Wed. | Goals |
| -------------- | ------------ | --------- | -------------- | ---- | ----- |
| 2008/09        | MVV          | Nederland | Eerste divisie | 13   | 0     |
| 2009/10        | MVV          | Nederland | Eerste divisie | 3    | 0     |
| 2010/11        | MVV          | Nederland | Eerste divisie | 9    | 0     |
| 2011/12        | FC Eindhoven | Nederland | Eerste divisie | 4    | 0     |
| Totaal         | Totaal       | Totaal    | Totaal         | 29   | 0     |
| Bijgewerkt tot | 13-10-2011   |           |                |      |       |